# Triopion
Triopion nebo Triopium (starořecky Τριόπιον and Τριοπία) ) bylo město na pobřeží starověké Kárie, poblíž antického města Knidos.  Podle starověkých spisovatelů ho založil Triopas a pojmenoval ho po sobě.  Jeho místo je lokalizováno blízko Kumyer v Turecku, Malá Asie.
V Triopiu byl Apollónův chrám postavený řeckými městy v regionu.